# Pap-rét
A Pap-rét egy rét a Visegrádi-hegység belsejében, Dunabogdány község külterületén. Tengerszint feletti magassága körülbelül 500 méter.
A réten áthalad az Országos kéktúra.

## Megközelítése
A rétet Pilisszentlászló felül a ,,Palacsintás" becenevű magaslatról induló műútról, Szentendre felől a Szabadtéri Skanzen mellett kell lekanyarodni (a műút mentén fekszik Szentendre határában a Sztaravoda-forrás). Visegrád felől az Apát-Kuti völgyről induló műúttal lehet elérni a rétet.

## A tó
A rét közepén egy mini-tó áll, melyet még a XVIII. Század környékén ástak ki helyi parasztemberek állatok itatására. A tó állat- és növényvilága jelentős, mára védett élőlények is megtalálhatóak a tóban.

## Látnivalók a környéken
Az országos kéktúra vonalán keleti irányban haladva a Borjúfő nevű pihenőhelyet lehet elérni, ahol Molnár Lajos turista emlékpihenője áll. Ha a kék jelzésen nyugat felé indulunk, legközelebb Pilisszentlászlón van látnivaló.
A réttől nem messze, az Urak Asztala hegyen egykori lokátorállomás maradványai találhatóak meg.